# 可知村
可知村（かちそん）は、岡山県上道郡にあった村。現在の岡山市東区の一部にあたる。

## 地理
芥子山南方の平地に位置していた。

## 歴史
- 1889年（明治22年）6月1日、町村制の施行により、上道郡松崎新田村、益野村、大多羅村、目黒村、中川村が合併して村制施行し、可知村が発足[1][2]。旧村名を継承した松崎新田、益野、大多羅、目黒、中川の5大字を編成[2]。
- 1892年（明治25年）水害で大きな被害を受けた[2]。
- 1893年（明治26年）水害で大きな被害を受けた[2]。
- 1912年（明治45年）上道郡園芸会設立[2]。
- 1920年（大正9年）耕地整理組合設立[2]。
- 1934年（昭和9年）水害で大きな被害を受けた[2]。
- 1953年（昭和28年）2月1日、上道郡古都村・西大寺町・光政村・津田村・九蟠村・金田村、邑久郡豊村・太伯村・幸島村・邑久町（一部）と合併し、市制施行し西大寺市を新設して廃止された[1][2]。

### 地名の由来
次の諸説あり。
1. 中川付近の河道変更により渡渉が可能となったため。
2. 鍛冶にちなむ。
3. 蛟島にちなむ。
4. 韓奴勝部の移住にちなむ。

## 産業
- 農業、果樹[2]

## 交通

### 鉄道
- 1911年（明治44年）西大寺軽便鉄道（西大寺鉄道）西大寺 - 長岡間に開通し大多羅駅開設[2]。

### 県道
- 岡山邑久線[2]
- 九蟠港長岡線[2]

## 教育
- 1894年（明治27年）大字益野に可知尋常小学校（現岡山市立可知小学校）を移転[2]。1925年（大正14年）幼稚園を併設[2]。
- 1947年（昭和22年）大字大多羅に旭東中学校（現岡山市立旭東中学校）開校[2]。